# Lys Assia
Lys Assia (vlastním jménem Rosa Mina Schärer; 3. března 1924, Rupperswil Švýcarsko – 24. března 2018, Zollikon) byla švýcarská zpěvačka a historicky první vítězka soutěže Eurovision Song Contest v roce 1956.
Jako mladá byla tanečnicí, v roce 1940 však začala zpívat a postupně profesi vyměnila.

## Soutěž Eurovize
V roce 1956 za Švýcarsko zvítězila v prvním ročníku soutěže Eurovize (konajícím se shodou okolností ve švýcarském Luganu) s písní „Refrain". V témže roce se také účastnila německého národního kola soutěže, ale pochopitelně soutěžila pouze za jednu zemi. Švýcarsko reprezentovala také v následujících dvou letech.
V roce 2008 se zúčastnila jako host Eurovision Song Contest 2008 a v roce 2009 otevíracího večera Eurovision Song Contest 2009. Později se ještě dvakrát po sobě přihlásila do švýcarského národního kola o postup do Eurovize (2012, 2013), avšak poprvé skončila pouze na sedmém místě a podruhé se jí nepodařilo kvalifikovat mezi finálové účastníky.

## Singly
- „Oh Mein Papa“
- „Ein kleiner goldner Ring“
- „Refrain“
- „Das alte Karussell“
- „Holland Mädel“
- „Jolie Jacqueline“
- „L'enfant que j'étais“
- „Giorgio“